# Robert Urbain
Robert Urbain (Hornu, 24 november 1930 – Boussu, 9 november 2018) was een Belgisch politicus, burgemeester en minister voor de PS.

## Levensloop
Urbain behaalde het diploma van wetenschappelijk regent aan de Normaalschool van Bergen, waarna hij onderwijzer werd. Tegelijkertijd was hij provinciaal griffier van Henegouwen en directeur van de provinciale politieschool.
Als syndicaal militant van de CGSP werd hij in 1964 voor de PSB verkozen tot gemeenteraadslid van Hyon, wat hij bleef tot in 1976. Na de fusie met Boussu was hij daar van 1977 tot 2006 gemeenteraadslid en burgemeester.
In november 1971 werd hij voor het arrondissement Bergen verkozen tot lid van de Kamer van volksvertegenwoordigers, waar hij bleef zetelen tot in 1995. Door dit mandaat was hij automatisch ook lid van de Cultuurraad voor de Franse Cultuurgemeenschap (1971-1980), de Franse Gemeenschapsraad (1980-1995) en de Waalse Gewestraad (1980-1995).
Van juni tot oktober 1973 was Urbain staatssecretaris voor Ruimtelijke Ordening en Huisvesting in de Regering-Leburton. Toen de PSB tussen 1974 en 1977 in de oppositie zat, droeg Urbain bij aan de hernieuwing van het institutionele programma van de partij. Na de verkiezingen van april 1977 was Urbain van juni 1977 tot april 1979 staatssecretaris voor Streekeconomie in de Regering-Tindemans IV en de Regering-Vanden Boeynants II, waardoor hij eveneens deel uitmaakte van het ministerieel comité voor Waalse Zaken, dat voorgezeten werd door Guy Mathot.
Van april 1979 tot januari 1980 was hij minister van PTT in de Regering-Martens I, waarna hij van januari 1980 tot december 1981 minister van Buitenlandse Handel was in de regeringen Martens II, Martens III, Martens IV en M. Eyskens. Vervolgens was hij van december 1981 tot december 1985 minister van Onderwijs en Gezondheid in de Franse Gemeenschapsregering geleid door Philippe Moureaux. Van februari tot mei 1988 was hij in de Franse Gemeenschapsregering minister van Sociale Zaken en Gezondheid.
In mei 1988 keerde Urbain terug naar het federale niveau. Van mei 1988 tot maart 1992 was hij minister van Buitenlandse Handel in de Regering-Martens VIII en de Regering-Martens IX. Vervolgens was hij van maart 1992 tot juni 1995 minister van Buitenlandse Handel en Europese Zaken in de Regering-Dehaene I. In 1995 werd Urbain rechtstreeks gekozen senator in de Belgische Senaat, waar hij bleef zetelen tot in 1999. In dezelfde periode zetelde hij in de Parlementaire Vergadering van de Raad van Europa. In 1998 werd hij benoemd tot minister van Staat.
Van 2006 tot 2008 was hij regeringscommissaris belast met de organisatie van het Belgisch paviljoen op de Wereldtentoonstelling van 2010 in Shanghai en van 2007 tot 2013 was hij voorzitter van de PS-afdeling van Boussu.

## Publicatie
- La fonction et les services du Premier ministre en Belgique, Brussel, 1958.